# Perfil social
El perfil social es el proceso de construir el perfil de un usuario de las redes sociales utilizando los datos que comparten. En general, la elaboración de perfiles se refiere al proceso de ciencia de datos de generar el perfil de una persona con algoritmos y tecnología computarizados. El creciente número de redes sociales, entre las cuales destacan LinkedIn, Google+, Facebook y Twitter, facilita la compartición de datos.

## Perfil social y datos sociales
Los datos sociales de una persona se refieren a los datos personales que generan en línea o fuera de línea. Una gran cantidad de estos datos, incluido el idioma, la ubicación y los intereses, se comparten a través de las redes y los medios sociales. Una misma persona utiliza diversas plataformas de medios sociales y sus perfiles en las distintas plataformas se pueden vincular mediante diversos métodos para obtener sus intereses, ubicaciones, contenidos y listas de amigos. En conjunto, esta información puede construir el perfil social de una persona.
Satisfacer el nivel de satisfacción del usuario para la recopilación de información se ha vuelto más difícil y desafiante. Esto se debe a que se genera demasiado "ruido", lo que afecta el proceso de recopilación de información debido al aumento explosivo de los datos en línea. La creación de perfiles sociales es un enfoque emergente para superar los desafíos que se enfrentan al satisfacer las demandas de los usuarios mediante la introducción del concepto de búsqueda personalizada, teniendo en cuenta los perfiles de usuario generados con los datos de las redes sociales. Un estudio revisa y clasifica la investigación que infiere los atributos del perfil social de los usuarios de los datos de las redes sociales como perfiles individuales y grupales. Se destacaron las técnicas existentes junto con las fuentes de datos utilizadas, las limitaciones y los desafíos.
Entre los principales enfoques desarrollados se encuentran el aprendizaje automático, la ontología y la lógica difusa. La mayoría de los estudios han utilizado datos de redes sociales de Twitter y Facebook para inferir los atributos sociales de los usuarios. La literatura ha mostrado que los atributos sociales del usuario, como la edad, el género, la ubicación del hogar, el bienestar, la emoción, la opinión, la relación, la influencia, aún deben explorarse.

### Metabúsqueda personalizada
El creciente contenido en línea ha resultado en la falta de dominio de los resultados de motores de búsqueda centralizados, que ya no pueden satisfacer la demanda de información del usuario. Una posible solución que aumentaría la cobertura de los resultados de búsqueda serían los motores de metabúsqueda, un enfoque que recopila información de numerosos motores de búsqueda centralizados. De este modo, surge un nuevo problema, que son demasiados datos y ruido se generan en el proceso de recopilación.
Por lo tanto, surge una nueva técnica llamada metabúsqueda personalizada, que se refiere al perfil de un usuario (en gran medida perfil social) para filtrar los resultados de búsqueda. El perfil de un usuario puede ser una combinación de varias cosas, que incluyen, entre otras, "intereses seleccionados por el manual del usuario, historial de búsqueda del usuario" y datos personales de redes sociales.

## Perfiles de redes sociales
Según Warren y Brandeis (1890), la divulgación de información privada y el uso indebido de esta pueden dañar los sentimientos de las personas y causar daños considerables en sus vidas. Las redes sociales proporcionan a las personas acceso a interacciones íntimas en línea; por lo tanto, el control de acceso a la información, las transacciones de información, los problemas relacionados con la privacidad, las conexiones y las relaciones en las redes sociales, etc. se han convertido en importantes campos de investigación y están sujetos a la preocupación general del público.
Según Ricard Fogues y otros coautores, "cualquier mecanismo de privacidad tiene en su base un control de acceso", que dicta "cómo se otorgan los permisos, qué elementos pueden ser privados, cómo se definen las reglas de acceso, etc." El control de acceso actual para las cuentas de redes sociales tiende a ser aún muy simplista: hay una diversidad muy limitada en la categoría de relaciones para cuentas de redes sociales. En la mayoría de las plataformas, las relaciones de los usuarios con los demás solo se clasifican como "amigo" o "no amigo" y las personas pueden filtrar información importante a los "amigos" dentro de su círculo social, pero no necesariamente a los usuarios con los que desean compartir la información de manera consciente. La siguiente sección se refiere a la creación de perfiles de redes sociales y lo que puede lograr la información de creación de perfiles en las cuentas de redes sociales.

### Filtraciones de privacidad
Se comparte voluntariamente mucha información en las redes sociales en línea, y muchas personas pueden estar seguras de que las diferentes cuentas de redes sociales en diferentes plataformas no estarán vinculadas siempre que no otorguen permiso a estos enlaces. Sin embargo, según Diane Gan, la información recopilada en línea permitió "identificar a los sujetos objetivo en otros sitios de redes sociales como Foursquare, Instagram, LinkedIn, Facebook y Google+, donde se filtró más información personal."
La mayoría de las plataformas de redes sociales utilizan el "enfoque de exclusión" para sus características. Si los usuarios desean proteger su privacidad, es la responsabilidad del usuario verificar y cambiar la configuración de privacidad, ya que algunos de ellos están configurados como la opción predeterminada. Las principales plataformas de redes sociales han desarrollado funciones de geoetiquetas y son de uso popular. Esto ha suscitado preocupación, ya que el 39% de los usuarios han sufrido la piratería de perfiles; el 78% de los ladrones han utilizado las principales redes sociales y Google Street View para seleccionar a sus víctimas; y un 54% de los ladrones intentaron entrar en casas vacías cuando sus ocupantes publican sus estados y geolocalizaciones.

### Facebook
La formación y mantenimiento de cuentas de redes sociales y sus relaciones con otros están asociadas con varios resultados sociales. Para muchas empresas, la gestión de las relaciones con los clientes es esencial y se realiza parcialmente a través de Facebook. Antes de la aparición y prevalencia de las redes sociales, la identificación del cliente funciona principalmente sobre la información que una empresa puede adquirir directamente: Por ejemplo, puede ser a través del proceso de compra de un cliente o acto voluntario de completar una encuesta o programa de fidelización. Sin embargo, el auge de las redes sociales ha reducido en gran medida el proceso de construcción del perfil/modelo de cliente en función de los datos disponibles. Los especialistas en marketing ahora buscan en gran medida información del cliente a través de Facebook; esto puede incluir una variedad de información que los usuarios divulgan a todos los usuarios o usuarios parciales en Facebook: nombre, género, fecha de nacimiento, dirección de correo electrónico, orientación sexual, estado civil, intereses, pasatiempos, equipo(s) deportivo(s) favorito(s), deportista(s) favorito(s) o música favorita, o, más importante aún, las conexiones de Facebook.
Sin embargo, debido al diseño de la política de privacidad, adquirir información fidedigna en Facebook no es una tarea trivial. A menudo, los usuarios de Facebook se niegan a revelar información verdadera (por ejemplo, ocultando su nombre real y usando e su lugar un seudónimo) o establece información solo visible para amigos, los usuarios de Facebook que dan "me gusta" a su página también son difíciles de identificar. Para hacer perfiles en línea de los usuarios y para agrupar a los usuarios, los especialistas en marketing y las empresas pueden acceder y accederán a los siguientes tipos de datos: género, la dirección IP y la ciudad de cada usuario a través de la página de Facebook Insight, a quienes dieron "me gusta" a un determinado usuario, una lista de todas las páginas a las que un usuario dio "me gusta", otras personas que sigue un usuario (incluso si exceden de las primeras 500, que generalmente no podemos ver) y todos los datos compartidos públicamente.

### Twitter
Lanzado por primera vez en Internet en marzo de 2006, Twitter es una plataforma en la que los usuarios pueden conectarse y comunicarse con cualquier otro usuario en solo 140 caracteres. Al igual que Facebook, Twitter también es un túnel crucial para que los usuarios filtren información importante, a menudo inconscientemente, pero que otros pueden acceder y recopilar.
Según Rachel Nuwer, en una muestra de 10,8 millones de tuits de más de cinco mil usuarios, su información presentada y públicamente compartida es suficiente para revelar el rango de ingresos de un usuario. Un investigador postdoctoral de la Universidad de Pensilvania, Daniel Preoţiuc-Pietro, y sus colegas pudieron clasificar al 90% de los usuarios en los grupos de ingresos correspondientes. Sus datos recopilados existentes, después de introducirse en un modelo de aprendizaje automático, generaron predicciones confiables sobre las características de cada grupo de ingresos.
La foto de la derecha muestra una aplicación móvil llamada Streamd.in. Muestra tuits en vivo en Google Maps mediante el uso de detalles de ubicación geográfica adjuntos al tuit y rastrea el movimiento del usuario en el mundo real.

### Creación de perfiles de fotos en redes sociales
El advenimiento y la universalidad de las redes sociales han impulsado el papel de las imágenes y la difusión de información visual. Mucha información visual en las redes sociales transmite mensajes del autor, información de ubicación y otra información personal. En un estudio realizado por Cristina Segalin, Dong Seon Cheng y Marco Cristani, descubrieron que el perfil de las fotos de las publicaciones de los usuarios puede revelar rasgos personales como la personalidad y el estado de ánimo. En el estudio, se introducen las redes neuronales convolucionales (CNN). Se basa en las características principales de la estética computacional CA (enfatizando los "métodos computacionales", el "punto de vista estético humano" y "la necesidad de enfocarse en enfoques objetivos") definidos por Hoenig (Hoenig, 2005). Esta herramienta puede extraer e identificar contenido en fotos.

### Etiquetas
En un estudio llamado "Un sistema de recomendación de etiquetas de Flickr basado en reglas", el autor sugiere recomendaciones de etiquetas personalizadas, basadas en gran medida en los perfiles de usuario y otros recursos web. Ha demostrado ser útil en muchos aspectos: "indexación de contenido web", "recuperación de datos multimedia" y búsquedas web empresariales.

## Marketing
En 2011, los vendedores y minoristas están aumentando su presencia en el mercado creando sus propias páginas en las redes sociales, en las que publican información, animan a los visitantes a interactuar dando "me gusta" y compartiendo las publicaciones para participar en concursos y mucho más. Los estudios muestran que, en promedio, una persona pasa unos 23 minutos por día en un sitio de redes sociales. Por lo tanto, las empresas de pequeñas a grandes están invirtiendo en la recopilación de información, calificación, reseñas y más sobre el comportamiento del usuario.

### Facebook
Hasta 2006, las comunicaciones en línea no están dirigidas por el contenido en términos de la cantidad de tiempo que las personas pasan en línea. Sin embargo, compartir y crear contenido ha sido la principal actividad en línea de los usuarios de redes sociales en general y eso ha cambiado para siempre el marketing en línea. En el libro, Advanced Social Media Marketing («Marketing Avanzado en Redes Sociales»), el autor da un ejemplo de cómo un organizador de bodas de Nueva York podría identificar a su audiencia cuando promociona en Facebook con categorías como (1) quienes viven en los Estados Unidos; (2) quienes viven a menos de 50 millas de Nueva York; (3) con 21 o más años de edad; (4) mujeres comprometidas. No importa si elige pagar el coste por clic o el coste por impresiones/vistas "el coste de los anuncios y las historias patrocinadas de Facebook Marketplace se establece según su oferta máxima y la competencia para el mismo público." El coste de los clics suele ser de 0,50 a 1,50 dólares cada uno.

## Herramientas

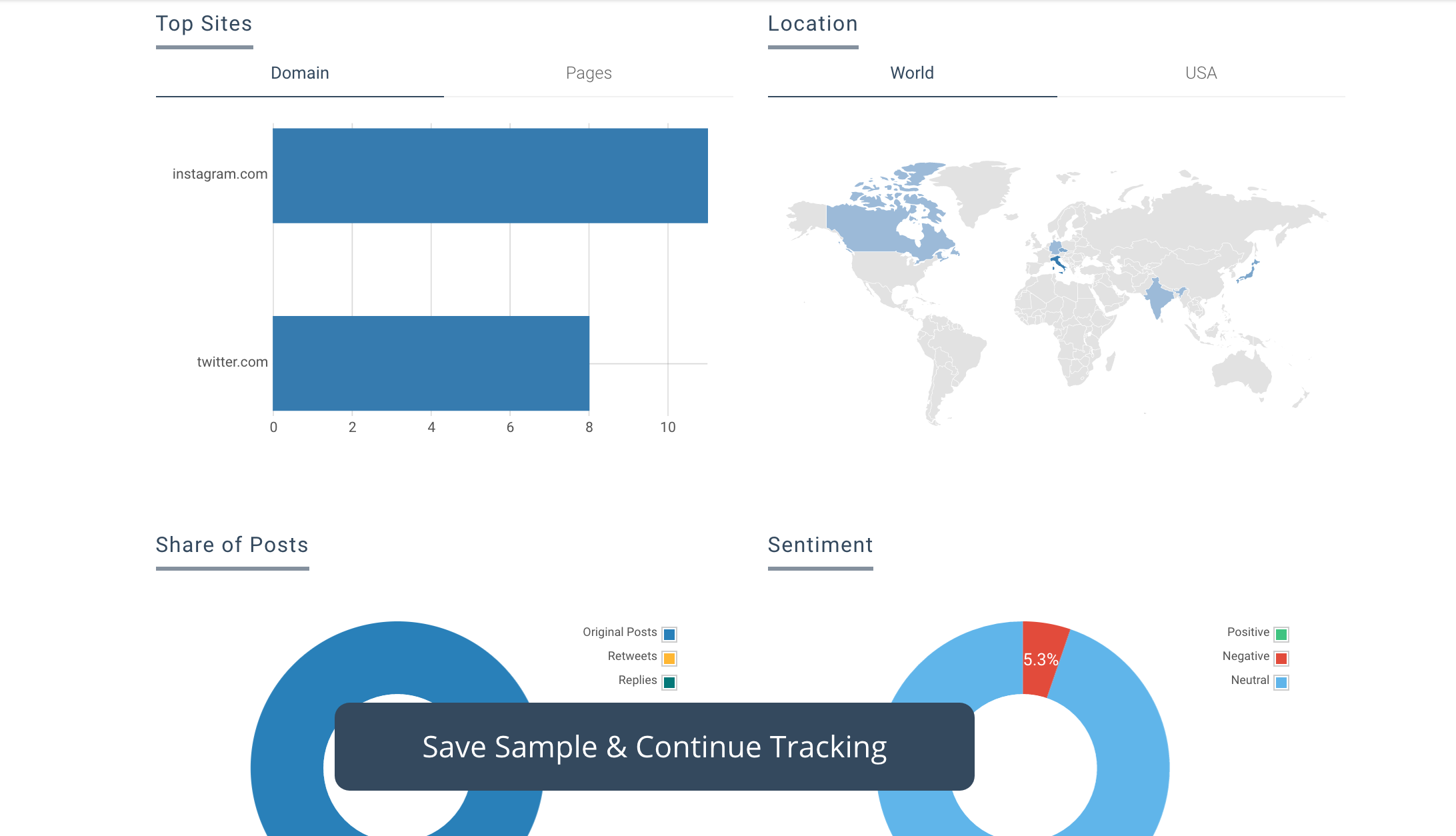
Parte de la data del sitio oficial de Keyhole.

### Klout
Klout (una referencia al término de argot anglófono clout, que significa «influencia») es una herramienta en línea popular que se enfoca en evaluar la influencia social de un usuario del mediante el perfilado social. Tiene en cuenta varias plataformas de redes sociales (como Facebook,, Twitter etc.) y numerosos aspectos y genera una puntuación de usuario de 1 a 100. Independientemente del número de "me gustas" para una publicación o conexiones en LinkedIn, las redes sociales contienen abundante información personal. Klout genera una puntuación única que indica la influencia de una persona.
Según un estudio realizado por Chad, la puntuación de Klout pueden influir en la credibilidad percibida de las personas. A medida que la puntuación de Klout se populariza como método para obtener la influencia de las personas resumida en una sola métrica, puede ser una herramienta conveniente y sesgada al mismo tiempo. Un estudio realizado por David Westerman sobre cómo los seguidores de las redes sociales influyen en los juicios de las personas ilustra ese posible sesgo que Klout puede contener. En un estudio, se les pidió a los participantes que vieran seis páginas de Twitter simuladas idénticas con solo una variable independiente importante: seguidores de la página. Los resultados muestran que las páginas con muchos o muy pocos seguidores disminuirían su credibilidad, a pesar de su contenido similar. El puntaje de Klout también puede estar sujeto al mismo sesgo.
Si bien esto a veces se usa durante el proceso de contratación, sigue siendo controvertido.

### Kred
Kred no solo asigna a cada usuario un puntaje de influencia, sino que también le permite a cada usuario reclamar un perfil de Kred y una cuenta de Kred. A través de esta plataforma, cada usuario puede ver cómo los principales influyentes interactúan con su comunidad en línea y cómo cada una de sus acciones en línea impactó sus puntajes de influencia.[cita requerida]

### Follower Wonk
Follower Wonk está específicamente dirigido a los análisis de Twitter, lo que ayuda a los usuarios a comprender la demografía de los seguidores, y optimiza sus actividades para encontrar qué actividad atrae los comentarios más positivos de los seguidores.[cita requerida]

### Keyhole
Keyhole es un dispositivo de análisis y seguimiento de hashtags que rastrea datos de hashtags de Instagram, Twitter y Facebook. Es un servicio que permite al usuario rastrear qué influenciador superior está utilizando un determinado hashtag y cuál es la otra información demográfica sobre el hashtag. Cuando ingresa un hashtag en su sitio web, automáticamente muestrearon aleatoriamente a los usuarios que actualmente usan esta etiqueta, lo que permite al usuario analizar cada hashtag que le interesa.[cita requerida]

## Perfil social del activista en línea
La prevalencia de Internet y las redes sociales han proporcionado a los activistas en línea una nueva plataforma para el activismo, así como la herramienta más popular. Si bien el activismo en línea puede provocar una gran controversia y tendencia, pocas personas realmente participan o se sacrifican por eventos relevantes. Se convierte en un tema interesante para analizar el perfil de los activistas en línea. En un estudio realizado por Harp y sus coautores sobre activistas en línea en China, América Latina y Estados Unidos. La mayoría de los activistas en línea en América Latina y China son hombres con un ingreso promedio de 10 000 dólares o menos, mientras que en Estados Unidos la mayoría son mujeres con un ingreso promedio de entre 30 000 y 69 999 dólares. En cuanto al nivel educativo, entre los activistas en línea de Estados Unidos tiende a ser trabajo/educación de posgrado, mientras que los activistas en otros países tienen niveles de educación más bajos.
Un examen más detallado de su contenido compartido en línea muestra que la información más compartida en línea incluye cinco tipos:
1. Para recaudar fondos: de las tres regiones, los activistas de China tienen la mayor cantidad de contenido sobre recaudación de fondos.
2. Para publicar enlaces: los activistas latinoamericanos son los que más destacan en la publicación enlaces.
3. Para promover el debate o la discusión: tanto los activistas de América Latina como los de China publican más contenidos para promover el debate o la discusión que los activistas estadounidenses.
4. Para publicar información como anuncios y noticias: los activistas estadounidenses publican más contenido que los activistas de las otras regiones.
5. Para comunicarse con el periodista: en esta sección, los activistas de China toman la delantera.

## Puntaje de crédito social en China
El gobierno chino espera establecer un "sistema de crédito social" que tenga como objetivo calificar la "solvencia financiera de los ciudadanos", el comportamiento social e incluso el comportamiento político. Este sistema combinará datos largos y tecnologías de creación de perfiles sociales. Según Celia Hatton de BBC News, se espera que todos en China se inscriban en una base de datos nacional que incluya y calcule automáticamente información fiscal, comportamiento político, comportamiento social y vida cotidiana, incluidas infracciones menores de tráfico, un puntaje único que evalúa la confiabilidad de un ciudadano.
Los puntajes de credibilidad, los puntajes de influencia social y otras evaluaciones integrales de personas no son raros en otros países. Sin embargo, el "sistema de crédito social" de China sigue siendo controvertido ya que este puntaje único puede ser un reflejo de todos los aspectos de una persona. De hecho, "muchos aspectos del sistema de crédito social siguen sin estar claros."
Aunque la implementación del social puntaje de crédito sigue siendo controvertida en China, el gobierno chino apunta a implementar completamente este sistema para 2018.[actualizar]